# Hans Dieter Beck

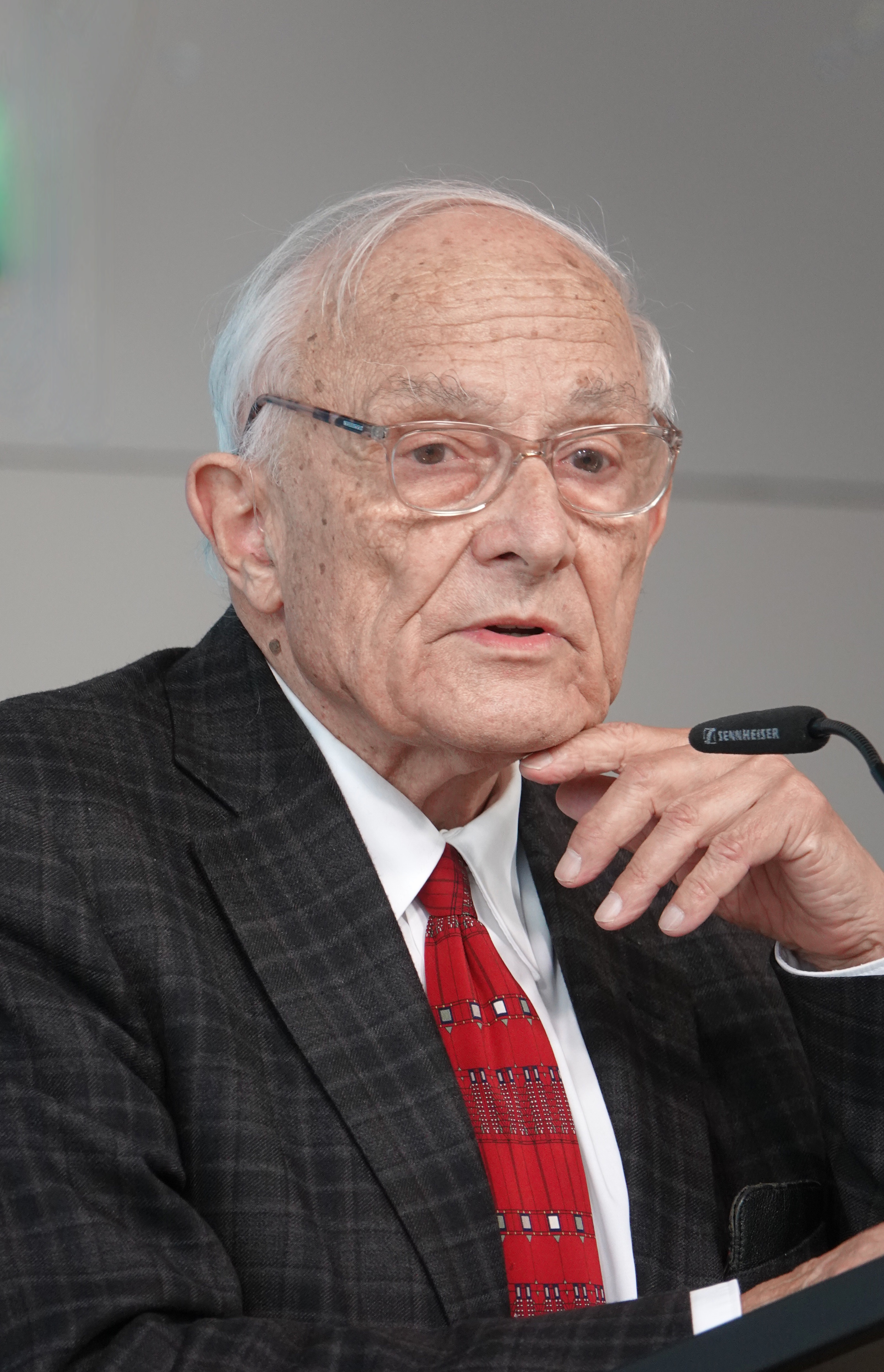
Hans Dieter Beck, 2022

Hans Dieter Fromund Beck (* 9. April 1932 in München; † 3. Januar 2025 ebenda) war ein deutscher Verleger. Der Jurist war einer der beiden Gesellschafter der Verlagsgruppe C. H. Beck und verantwortete im Unternehmen das Verlagsprogramm Recht, Steuern und Wirtschaft.

## Leben
Hans Dieter Beck wurde 1932 als Sohn des Verlegers Heinrich Beck in München geboren. Er legte das Abitur am Maximiliansgymnasium München ab. Er studierte an den Universitäten München, Erlangen, Heidelberg und Bonn zunächst Mathematik und Physik, dann Germanistik und Psychologie und schließlich Rechtswissenschaften. Im Sommersemester 1951 wurde er Mitglied der  Burschenschaft der Bubenreuther Erlangen. Ab Januar 1961 war er „als eine Art juristischer Lektor“ im familieneigenen Verlag tätig; im selben Jahr wurde er mit einer Dissertation über den Lizenzvertrag im Verlagswesen zum Dr. jur. promoviert. Nach vier Jahren Arbeit im Verlag und einem längeren USA-Aufenthalt, unter anderem an der Harvard Business School und als Volontär in einem amerikanischen Verlag, sammelte er Erfahrungen im Justizdienst als Gerichtsassessor und später als Richter am Landgericht München I.
Ende 1970 ging er zurück zum Verlag, um den juristischen und wirtschaftlichen Bereich und zugleich die Leitung der Nördlinger Druckerei zu übernehmen. Ab 1971 leitete er den juristischen Verlagszweig. Gemeinsam zunächst mit seinem Bruder Wolfgang Beck und dann mit seinem Neffen Jonathan Beck, der die Belletristik und den Sachbuchbereich verantwortet, bildete er damit in direkter Abstammung vom Firmengründer die sechste Führungsgeneration des 1763 von Carl Gottlob Beck gegründeten Familienunternehmens.
In weiteren Funktionen war Beck von 1979 bis 1982 Vorsitzender im Landesverband Bayern des Börsenvereins des Deutschen Buchhandels und Vorstandsmitglied in der Arbeitsgemeinschaft rechts- und staatswissenschaftlicher Verlage.
Nach dem Ende des Kalten Krieges engagierte sich Beck auch im früheren Ostblock. In Polen hatte er damit großen Erfolg, in Russland scheiterte er. So wollte beispielsweise die russische Geschäftsführung die deutsche Muttergesellschaft enteignen, oder der russische Staat forderte horrende Strafzahlungen für angebliche Unregelmäßigkeiten in der Buchhaltung. Beck gewann diese Prozesse zwar vor Gericht, erkannte aber, dass neben der allmächtigen Regierung die Justiz dort nur am Rande eine Rolle spielte. 1999 zog er sich aus Russland zurück.
1989 wurde Beck das Verdienstkreuz Erster Klasse des Verdienstordens der Bundesrepublik Deutschland verliehen, 1992 die Medaille München leuchtet, 1993 der Ehrenpreis des Schwabinger Kunstpreises, 2002 die Ehrenbürgerwürde der Stadt Nördlingen und 2012 der Bayerische Verdienstorden.
Hans Dieter Beck lebte bis zu seinem Tod im Januar 2025 in München, war verheiratet und Vater von drei Töchtern. Er starb am 3. Januar 2025 im Alter von 92 Jahren in München.